# Ottone Calderari
Ottone Calderari (né le 8 septembre 1730 à Vicence et mort le 26 octobre 1803  dans la même ville) est un architecte italien.

## Biographie
Associé à l'Institut de France, Ottone Calderari établit nombre de palais du Vicentin (palais Loschi, Anti, Sola, Bonini, Cordellina etc.).
On lui doit aussi des églises, la façade de San Marco in San Girolamo (en), des travaux d’extension de la Cathédrale de Thiene, etc. Il travailla aussi à Vérone, Padoue et Marostica.

## Œuvres
- Opere di architettura (recueil de plans), 2 vol., 1808-1817

## Galerie

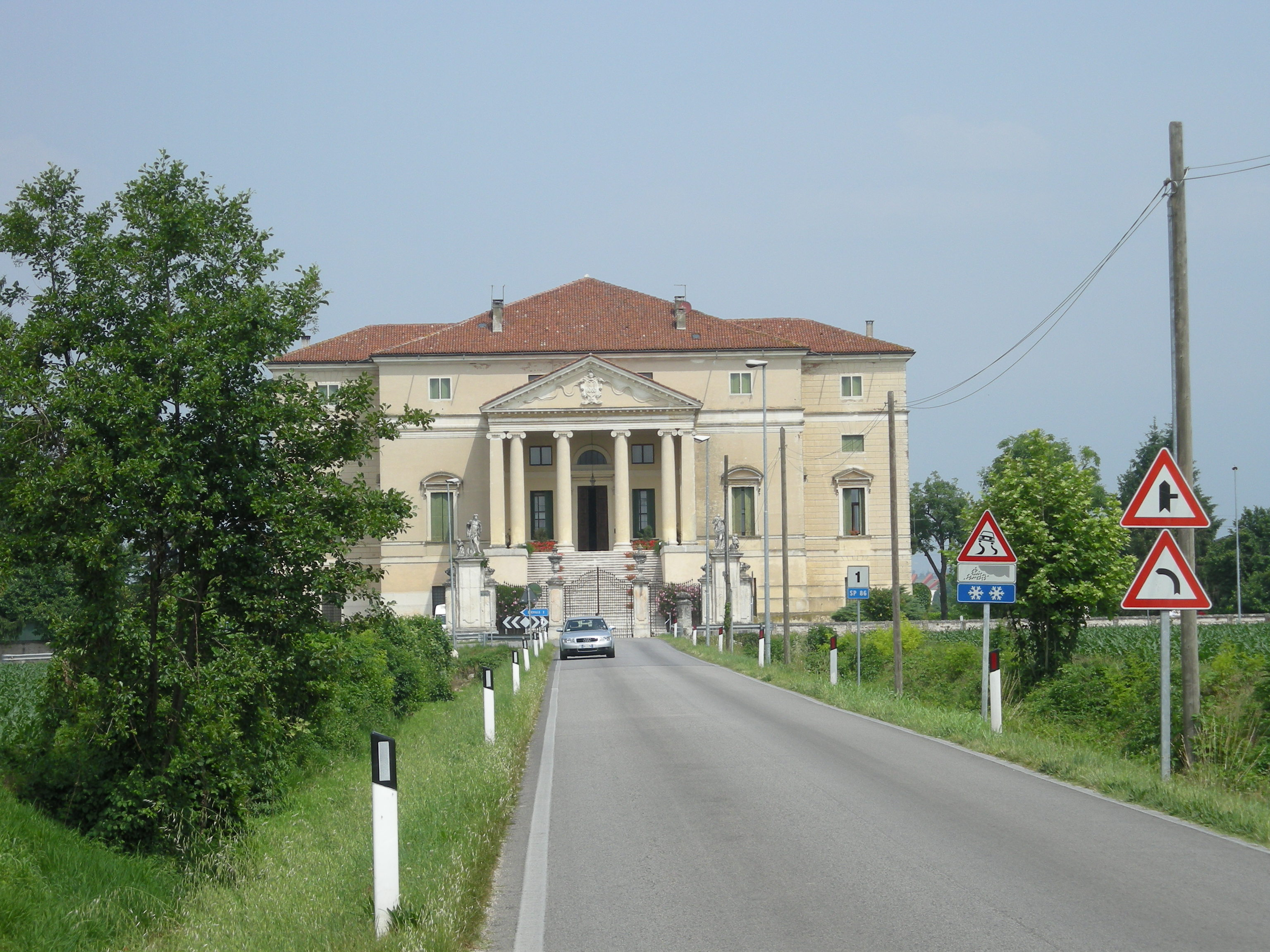
Villa de Porto à Dueville par Ottone Calderari.
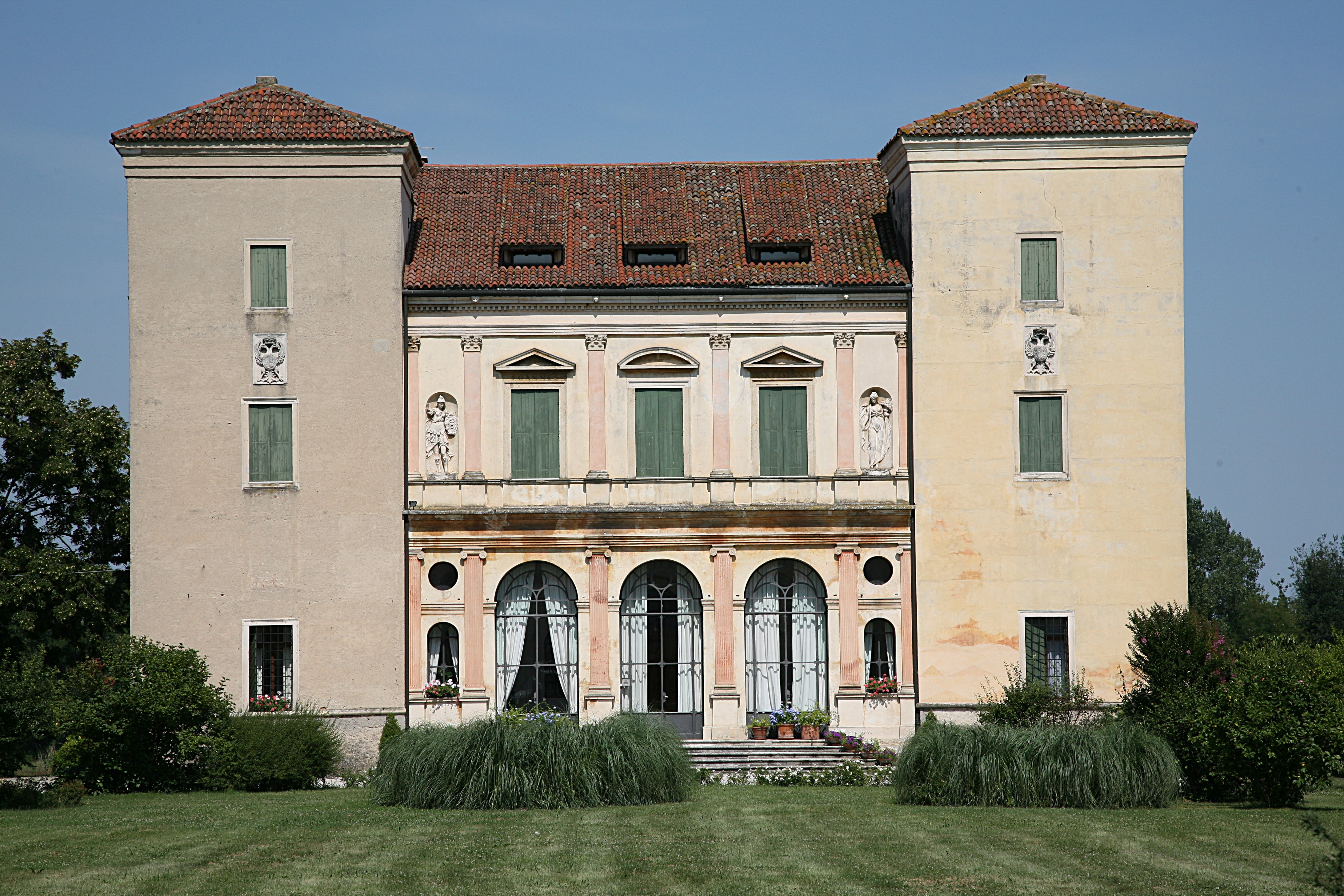
Villa Trissino
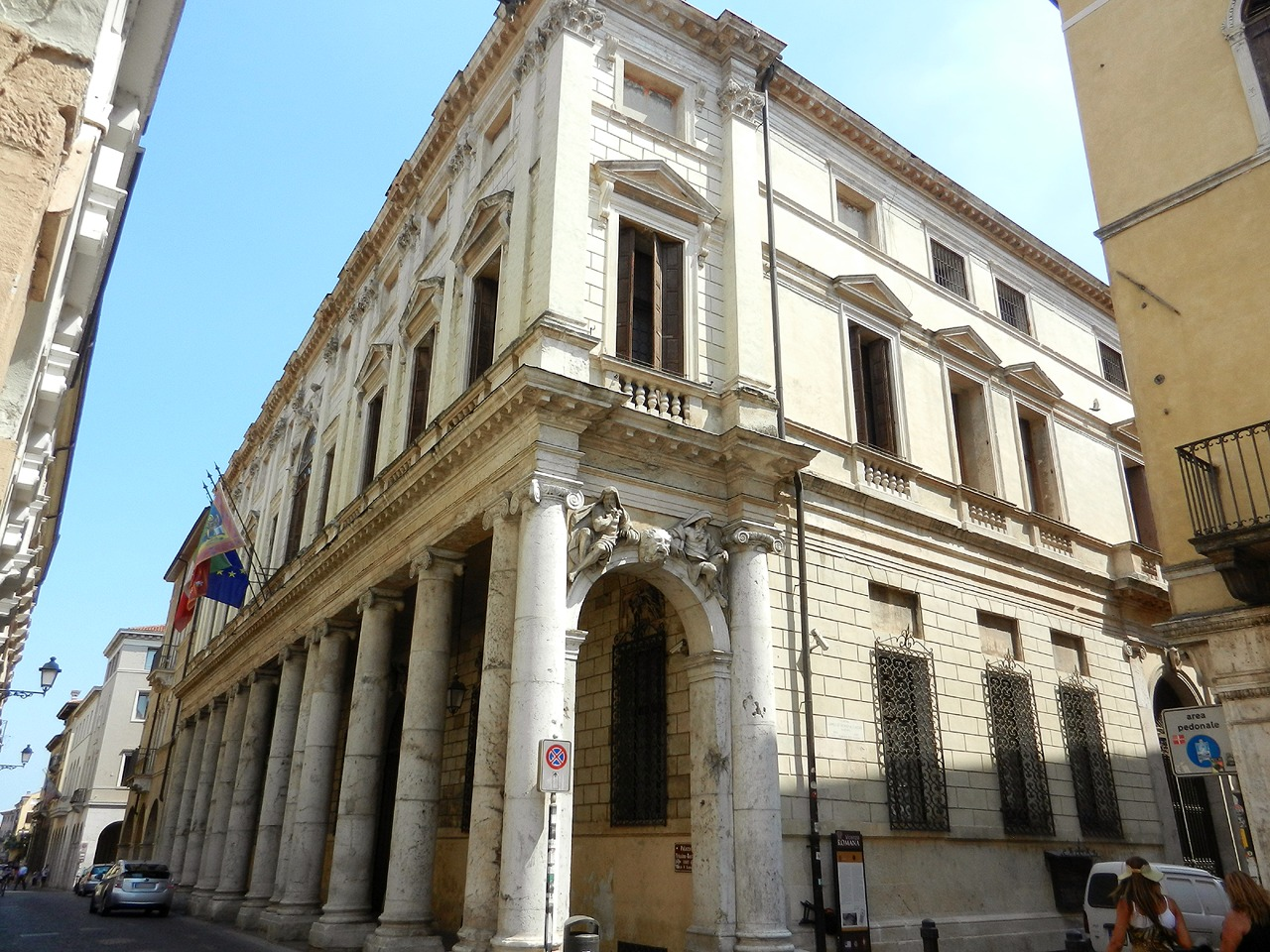
Palais Trissino
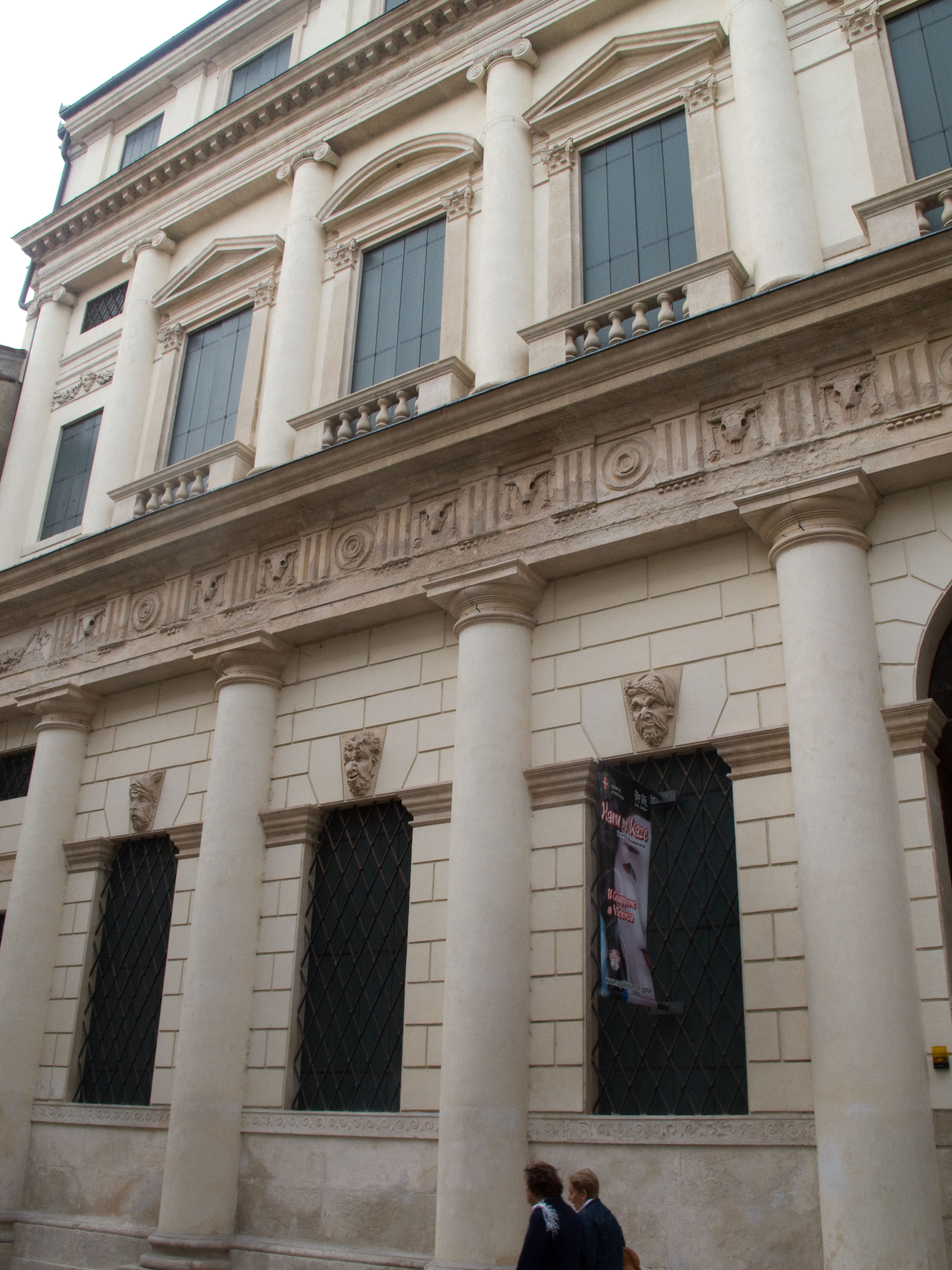
Palais Cordellina, Vicence
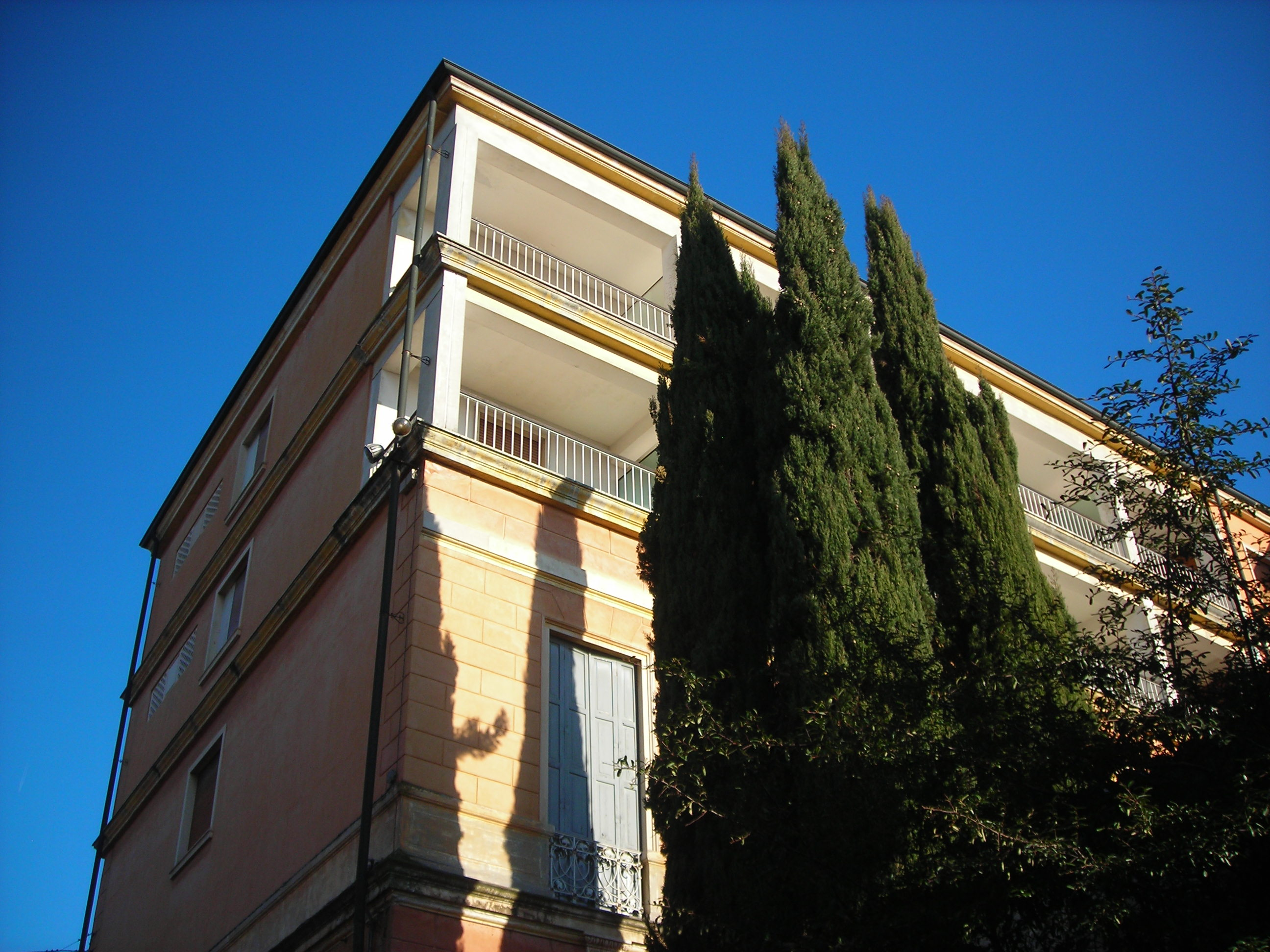
Villa San Carlo
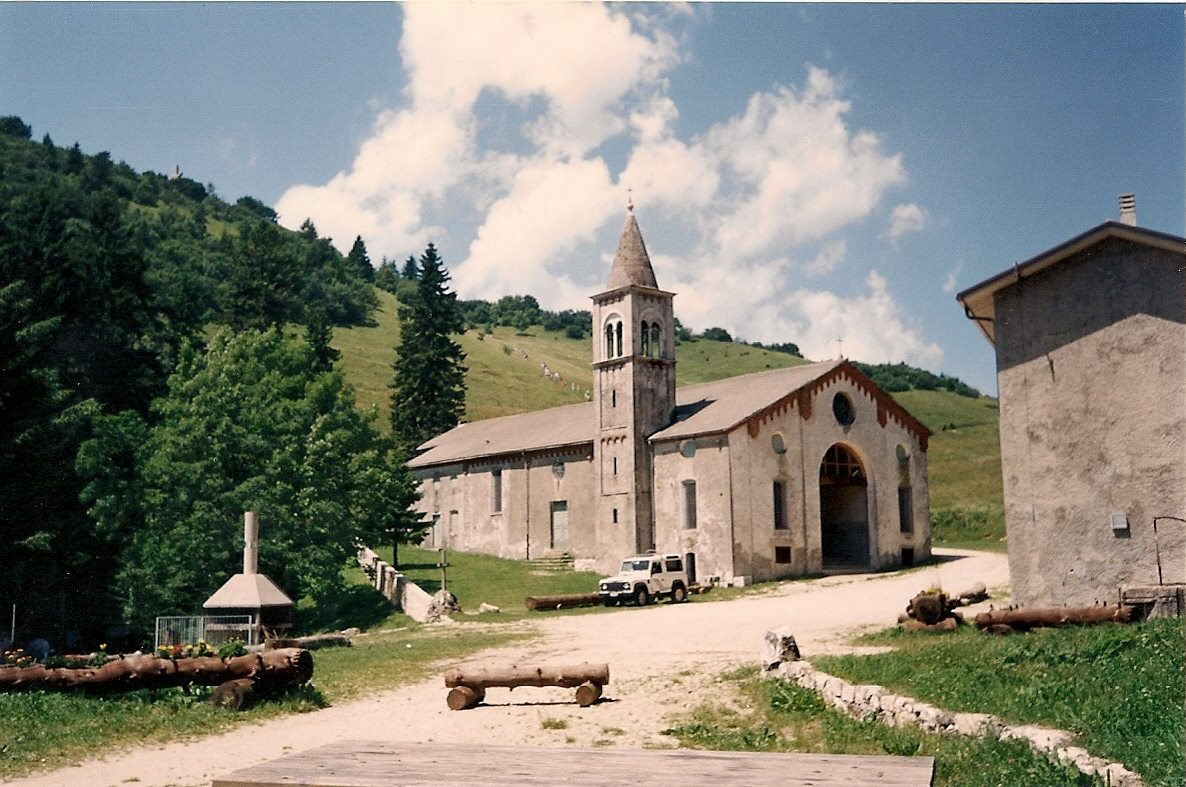
Église du Mont Summano à Santorso